# Amt Pellworm
Amt Pellworm – związek gmin w Niemczech w kraju związkowym Szlezwik-Holsztyn, w powiecie Nordfriesland, na wyspie Pellworm. Siedziba związku znajduje się w mieście Husum.
W skład związku wchodzą cztery gminy:
1. Gröde
2. Hooge
3. Langeneß
4. Pellworm